# Виа дела Кончилиационе
Виа дела Кончилиационе (на италиански: Via della Conciliazione – „Улица на помирението“) е основна улица в центъра на Рим, сред най-важните в града.
Намира се в квартал Борго. Дължината на улицата е около 500 м. Свързва замъка „Сант Анджело“ на западния бряг на река Тибър с големия площад „Свети Петър“ (през малкия римски площад „Пий XII“) във Ватикана.
Построена е като основен път към площад „Свети Петър“ през 1936 – 1950 г., започвайки от реконструкция на Мусолини в Рим.
Улицата е пълна с туристически магазини, има редица значими исторически и религиозни сгради – Палацо Торлониа, Палацо дей Пенитенциери, Палацо дей Конвертенди, църквата „Санта Мария ин Транспотина“ и „Санто Спирито ин Сасия“.